# Benjamin Hornigold
Benjamin Hornigold (* 1680 Norfolk – 1719 Mexiko) také známý jako Ben Hornigold, byl anglický pirát v 18. století. Pirátem byl v letech 1715 až 1717, kdy přijal od krále Jiřího I. královský pardon za účelem, aby lovil ostatní piráty, kteří pardon odmítli. Benjamin Hornigold zemřel v roce 1719 při hurikánu mezi Bahamami a Mexikem, když narazil na útes.

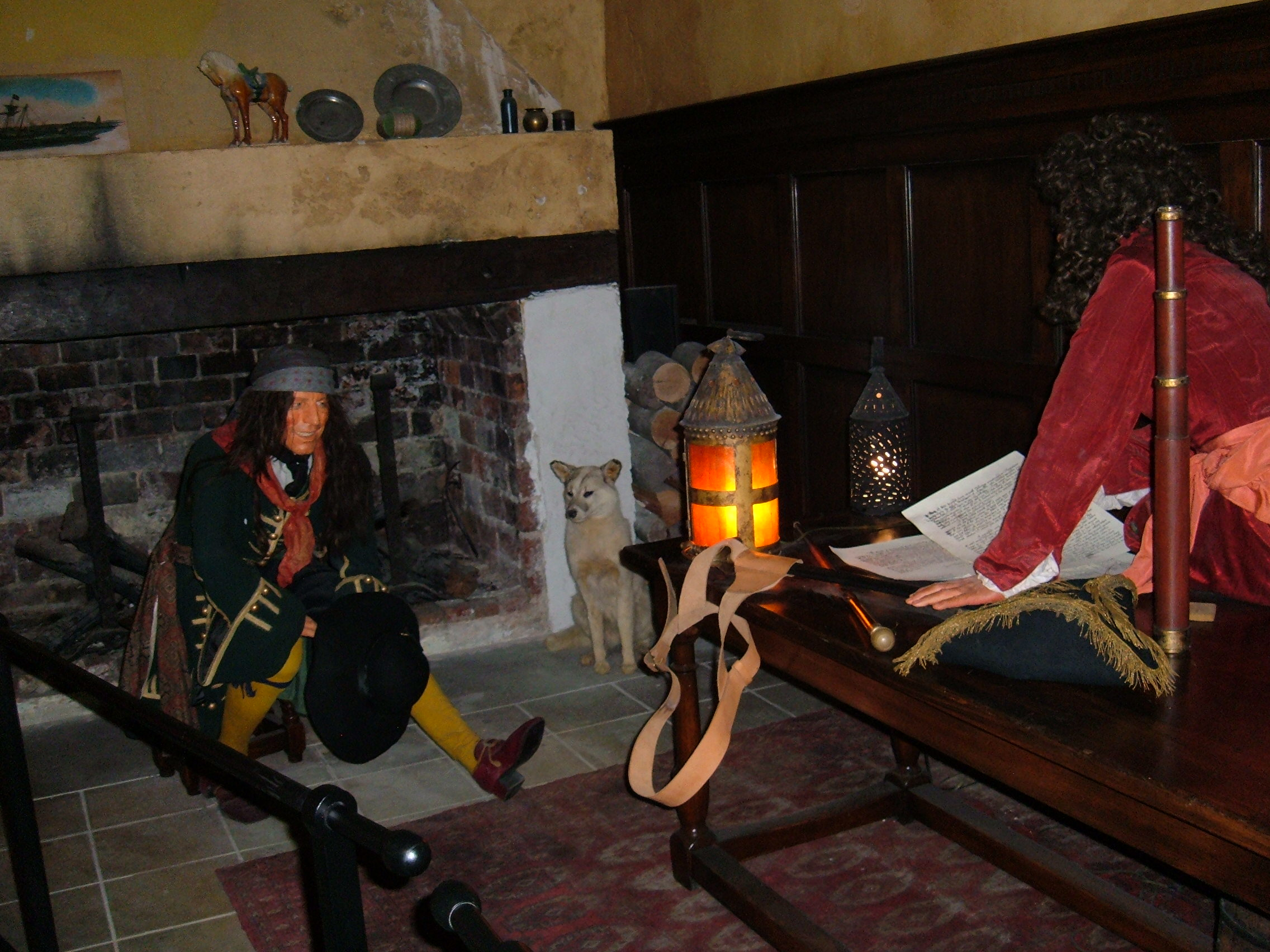
Benjamin Hornigold s Woodosem Rogersem

## Kariéra piráta
Raný život Hornigolda není zmapován. Místo jeho narození v anglickém Norfolku je odvozeno od příjmení, které bylo v této oblasti rozšířené. Stál u zrodu Pirátské republiky, v jejímž čele stál společně s Henrym Jegginsem. Hornigold byl učitelem pro mnoho pirátů, především však pro Edwarda Teache, známého jako Černovous. O jeho aktivitě pochází dokumenty z let 1713 - 1714, kdy Hornigold najal bojové lodě, aby přepadaly obchodní lodě vyslané Anglií a Španělskem do oblasti Baham. V roce 1717 ovládal Hornigold loď Ranger, která byla nejozbrojenější lodí v karibském regionu a kterou později ovládal Charles Vane.
V květnu 1717 zaútočil Hornigold na ozbrojenou obchodní loď, která byla do Baham vyslána právě za účelem lovit piráty. Kapitán této lodi však uprchl a později nahlásil velikost Hornigoldovy flotily, tedy pěti lodí a více než 350 mužů.
V tomtéž roce Hornigold vyplul společně se svoji posádkou přes Karibské moře a americký kontinent a snadno okradl spoustu obchodních lodí. Na jeho cestě zpět se mu povedlo zmocnit se bohaté a obrovské francouzské lodě jménem Dutch Flute, jež měla 26 děl, což byla nejlepší Hornigoldova akce jako piráta, ale také jeho poslední. Poté přijal královský pardon.

## Královský pardon a smrt
Hornigold si počínal opatrně a během války o španělské dědictví neútočil na britské lodě, ale na španělské. Jeho pirátská kariéra pokračovala až do prosince 1717. Poté přišel další královský pardon a Hornigold se v lednu 1717 vydal do Kingstonu pro pardon. Byl zproštěn viny. Po příchodu Woodose Rogerse, který se stal guvernérem, tak spousta pirátů královský pardon odmítla či porušila. Hornigold, který pardon přijal, byl pověřen úkolem, aby lovil piráty, kteří královský pardon porušili či odmítli. Jeho hlavním cílem byl Charles Vane, nikdy se mu ho však nepodařilo polapit, ačkoli zajal a nechal popravit například Steda Bonneta nebo Jacka Rackhama. V roce 1719 byl na obchodní plavbě do Mexika, za hurikánu se jeho loď rozbila o útes daleko od pevniny a utopil se s celou svojí posádkou.